# Francófonos de Ontario
Los francófonos de Ontario o franco-ontarienses (en francés Franco-ontariens) son los francófonos de Canadá residentes en Ontario. Según el censo canadiense de 2001, había 548.940 francófonos en Ontario (aunque sólo 304 725 usan el francés como lengua familiar), lo que equivale al 4,4% de la población provincial. Los franco-ontarienses constituyen la mayor comunidad francófona canadiense fuera de Quebec, y la minoría lingüística más grande de Ontario.
El 70% de los franco-ontarienses utilizan el francés como lengua de trabajo, y solo 2.5% a nivel social.
La población franco-ontariana se concentra principalmente en la zona oriental (41,3% - 226.705 francófonos), en Ottawa, Cornwall y en muchas comunidades rurales, y en la zona nordeste (25,2% - 138.585 francófonos), en las ciudades de Greater Sudbury, North Bay y Timmins así como en otras pequeñas villas. Otras comunidades con una población francófona importante son Toronto, Windsor, Penetanguishene y Welland. El resto de comunidades sólo tienen algunos pocos francófonos residentes.
Ottawa, con 128.620 francófonos, alberga la mayor comunidad franco-ontariana. Greater Sudbury, (29% de francófonos), tiene la mayor proporción de franco-ontarienses entre la población de la ciudad. En otras localidades más pequeñas son mayoría, como es el caso de Hearst, Azilda, Chelmsford, Kapuskasing, West Nipissing, St-Charles, Clarence-Rockland, Champlain, Alfred, Embrun y Hawkesbury.

## Personalidades francófonas
- Dan Aykroyd, actor.
- Étienne Brûlé, explorador.
- Andrew Brunette, jugador de hockey.
- Jim Carrey, actor.
- Quintillizas Dionne
- Adam Gontier, guitarrista.
- James LaBrie, virtuoso.
- Avril Lavigne, cantante.
- Justin Bieber, cantante.
- Paul Martin, antiguo primer ministro del Canadá de 2003 a 2006.
- Stéphane Paquette, cantante.
- Vincent Poirier, actor.
- Brad Sucks, músico.
- Gérald Tremblay, alcalde de Montreal.
- Justin Trudeau, primer ministro del Canadá.
- Roy Dupuis, actor.

## Bandera

La bandera de la comunidad franco-ontariense.

La bandera franco-ontariana fue izada oficialmente por primera vez el 25 de septiembre de 1975 en la Universidad de Sudbury.